# 罗伯特·考克斯
罗伯特·沃伯顿·考克斯 CM （Robert Warburton Cox，1926年—2018年10月9日）是加拿大政治科学学者和前联合国官员，约克大学政治学与社会和政治思想的终身教授。他和苏珊·斯特兰奇一起被誉为与国际政治经济英国学派的知识领袖之一。在正式退休后，他仍然活跃地从事写作，并不定期地做演讲。

## 生平
考克斯出生于魁北克省蒙特利尔，1946 年毕业于蒙特利尔麦吉尔大学，获得历史学硕士学位。毕业后，他在国际劳工组织(ILO) 工作了25年，帮助建立了国际劳工研究所。
在他的学术生涯中，考克斯闻名于他的独立、非常规的研究方法以及对历史的侧重。虽然他在哥伦比亚大学期间，最初的学术贡献非常传统，且仅侧重于国际组织的研究；在国际劳工组织工作之后，他采取了更激进的观点。在约克大学期间，他开始将历史融入自己的研究，反映出他先前在麦吉尔大学的经历，这使他能够讨论更加宏大的主题。考克斯将他的学术兴趣描述为不亚于理解“组成世界的结构”。 他于2018年10月9日去世。 